# دورية النسور
دورية النسور هو فريق استعراضات بهلوانية جوية إسباني . تأسس الفريق في عام 1985 و مقرها الحالي في مدينة سان خافيير في مورسيا.

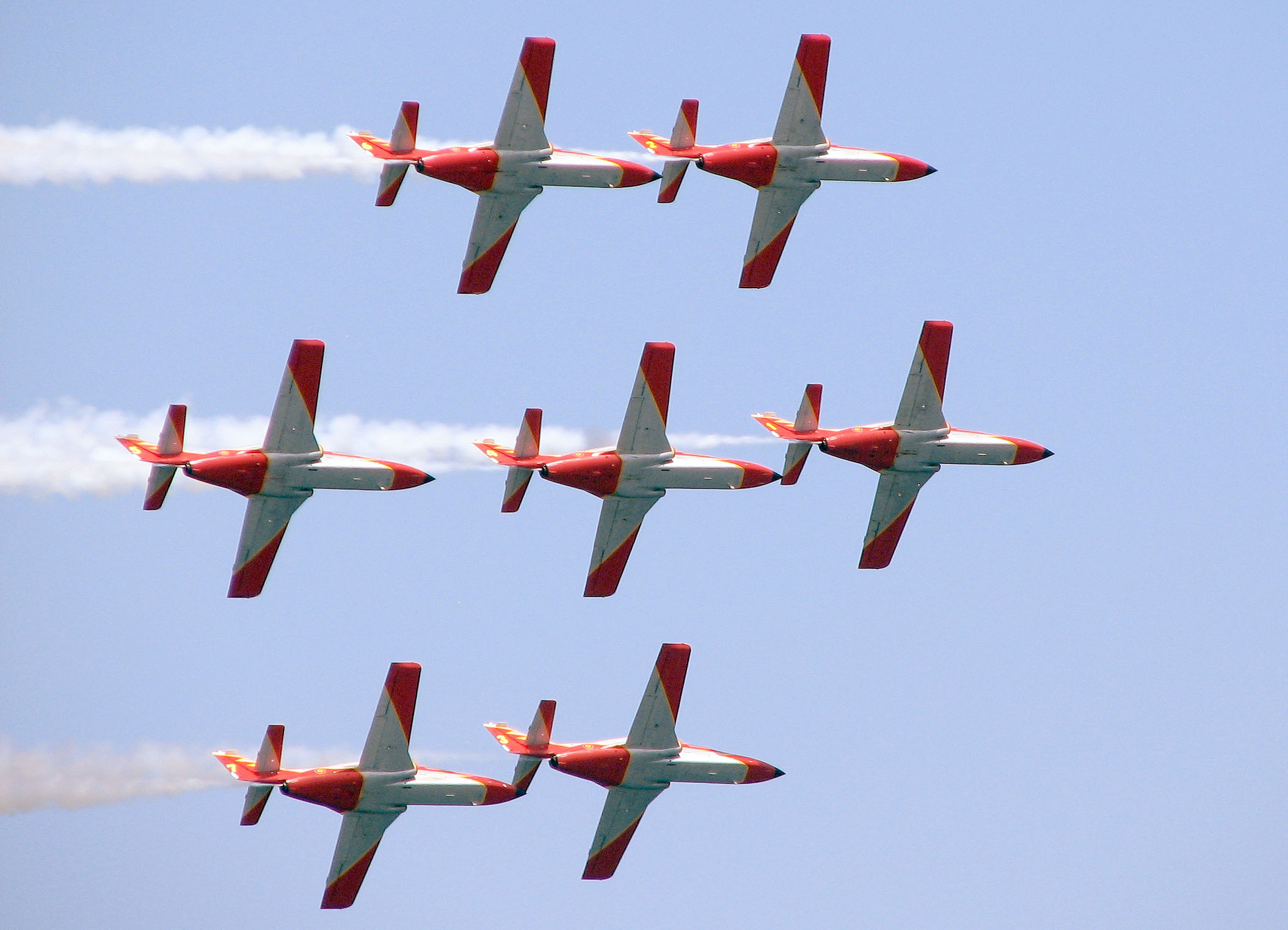
استعراض في خيخون 2007

## وصلات خارجية
- Patrulla Águila Website